# Ouratea ramosissima
Ouratea ramosissima är en tvåhjärtbladig växtart som beskrevs av B. Maguire och J.A. Steyerm.. Ouratea ramosissima ingår i släktet Ouratea och familjen Ochnaceae. Inga underarter finns listade i Catalogue of Life.